# Europa de las Naciones y de las Libertades
Europa de las Naciones y de las Libertades (ENF) fue un grupo político del Parlamento Europeo creado el 15 de junio de 2015. El grupo era el más pequeño dentro del Parlamento Europeo con solo 37 miembros. La facción más grande del grupo era la Agrupación Nacional de Francia con 17 eurodiputados. Veintiocho miembros del ENF formaban parte del Movimiento Europa de las Naciones y de las Libertades (MENF), y los 9 diputados restantes eran aliados ideológicos.
El ENF era el grupo parlamentario del Movimiento Europa de las Naciones y de las Libertades, aunque los eurodiputados del Partido por la Libertad de los Países Bajos fueron miembros de la Alianza Europea por la Libertad y otros eurodiputados no tenían afiliaciones europeas.
Después de las Elecciones al Parlamento Europeo de 2019, el grupo fue sucedido por Identidad y Democracia.

## Miembros
| País         | Miembro                                     | Eurodiputados |
| ------------ | ------------------------------------------- | ------------- |
| Alemania     | El Partido Azul                             | 1/96          |
| Austria      | Partido de la Libertad de Austria           | 4/18          |
| Bélgica      | Vlaams Belang                               | 1/12          |
| Francia      | Agrupación Nacional                         | 20/74         |
| Italia       | Liga Norte                                  | 5/73          |
| Italia       | Independiente                               | 1/73          |
| Países Bajos | Partido por la Libertad                     | 4/26          |
| Polonia      | Congreso de la Nueva Derecha                | 2/51          |
| Reino Unido  | Partido de la Independencia del Reino Unido | 3/73          |
| Reino Unido  | Independiente                               | 1/73          |